# 劉來欽
劉來欽（1925年—2007年2月5日），廣東潮安人，企業家、慈善家，牛頭牌沙茶醬創始人，被譽為「台灣沙茶醬之父」。

## 生平

### 白手起家
劉來欽生於廣東潮安，隨中華民國國軍撤退到台灣，退伍後在台南縣仁德糖廠作守衛，由人介紹娶台灣籍妻子施罔腰為妻，育四女兩子。因守衛收入無法養家，他就擺攤賣布鞋等、內衣等小生意，生意卻不佳到三餐不繼，於是改賣麵，理由是認為賣不出去至少可自家吃。
一次劉來欽生疔瘡無法賣麵，沒錢看病，差點要賣掉讀國小一年級時的大女兒，後來學校發起募款才留下大女兒。妻子在困頓時，向台南市住家附近慈蔭亭的觀世音菩薩許願，如度過難關，終生吃素。
當時台灣麵攤多半為陽春麵，劉來欽想到故鄉烹飪時常以沙茶粉調味，便憑兒時記憶自行調製沙茶粉，此舉頗受歡迎，麵攤生意興榮，許多人指名要買沙茶粉。當時的台南市，也有其他潮汕移民販賣沙茶醬；但他生意頭腦好，推出單包商品放在雜貨店寄賣。中廣台南台台長趙森海吃過其沙茶麵後，於節目《點心攤》中大力推薦，劉家沙茶知名度乃由台南地區廣傳至全國。生意愈來愈佳，最後乾脆把麵攤收掉，投入生產沙茶，於1958年成立「好來一食品廠」，1963年改名為「好帝一食品廠」。
因劉來欽和大兒子都屬牛，又從小覺得牛最能代表吃苦耐勞，便取名為「牛頭牌」作註冊商標。他有「台灣沙茶醬之父」之稱。
劉來欽前面四位孩子皆為女兒，全都得從工廠小女工開始磨練，一旦滿18歲就需開貨車送貨。好帝一食品創業初期生產沙茶粉，緊接著才開發玻璃瓶裝的沙茶醬。創業頭二十年，沙茶醬市場在台灣十分有限；直到1980年代臺灣開始流行吃沙茶火鍋，牛頭牌沙茶醬便首度在《五燈獎》節目上廣告，打響知名度。

### 擴展經營
1982年，好帝一食品廠遷廠台南縣新市鄉，廠區近一萬坪，更名為「好帝一食品有限公司」。
雖然產品有高湯罐、玉米粒、鮮雞晶等，但沙茶醬仍佔好帝一食品營收的八成；沙茶醬的配方為好帝一食品最高商業機密，四十多年來未曾更改過。沙茶醬使用的狗母魚，以往在中國大陸西南沿海捕捉，之後魚群移到東南亞，後至印度及巴基斯坦海域，而且印度政府還設下保護期，因此公司的採購線也遠到印度及巴基斯坦。
1990年代，家族投資在劉來欽家鄉設廠的電池公司「美美電池」，大兒子劉益成負責開發美國電池市場，小兒子劉建成負責中國大陸電池廠營運。該廠雇用當地員工曾高達七、八千人，約1999年前開始被列入重污染名單，常遭環保單位查訪。劉來欽曾對大陸設廠感言說：「拔樹很難，盆栽可以帶了就走。」
2004年，家族成立殯葬公司，申請開闢墓園，引來龍崎鄉、關廟鄉民眾抗爭，遂以回饋方案消弭地方反彈，開發面積則縮小到廿六點七四公頃。
2005年春，電池廠遭當地居民圍廠抗議、侵入工廠破壞打劫，損失約4千萬台幣，公司因此改用戒急用忍的政策。

### 重建寺廟
劉來欽擔任慈蔭亭主委期間，對開基共善堂、廣慈庵、鹿耳門天后宮、大岡山超峰寺等廟宇都時有捐獻。他也常年每次捐助40多万人民幣給存心善堂的金韩敬师堂设点发放爱心物资。夫婦也在成功大學等學校設置獎學金。晚年的他常住潮州老家，偶爾回台灣，由友人傅開運協助經營，因捐助重建的慈蔭亭將完工，不時回來關心。
慈蔭亭完工慶成不久，劉來欽於2007年2月5日過世，享壽82歲。家屬低調處理後事，未廣發訃文，也不辦公祭，僅於台南地區報紙《中華日報》刊登未具頭銜、未載明安葬地點的訃聞，並以新臺幣三百多萬元在東成街搭建靈堂，到場的親朋好友不到三十人，家祭後隨即發引，於同月14日凌晨安葬。

## 身後
過世後，好帝一食品由大女兒劉貞秀接任董事長、三女兒劉珀秀擔任總經理，其餘姊妹也在公司擔任要職。劉貞秀也接下慈蔭亭主委一職，辦理急難救助照顧社會弱勢族群。子女也延續父親在存心善堂的善行。後來次女以遭親人冒用名義在銀行開戶使用，為遺產分配與姊姊劉貞秀、妹妹劉珀秀興訟。
2007年11月《自由時報》報導，牛頭牌沙茶醬占台灣沙茶醬市場95%市占率。
女婿蘇國課把岳父母合葬自家經營的墓園「崑陵山安樂園」內，經鄉公所查報違法，遂以新臺幣一百萬元行賄前臺南縣政府殯葬承辦人，於2008年被檢方起訴。時任立法委員的黃偉哲也被依貪污收賄罪嫌起訴，後判無罪。

## 軼事
劉來欽以樂善好施為鄉親所稱道，一位王姓民眾回憶年輕和村子裡幾個小孩到劉來欽的埤池裡偷抓魚，常來釣魚的劉來欽撞見後沒制止，還問小孩們餓不餓、要不要吃點心麵包？
因劉來欽半夜下葬不立碑，被認為風水有害後代。